# Resolució 10 del Consell de Seguretat de les Nacions Unides
La Resolució 10 del Consell de Seguretat de les Nacions Unides, aprovada per unanimitatel 4 de novembre de 1946, va determinar que ja no existia una justificació perquè la dictadura de Francisco Franco a Espanya fos vigilada pel Consell de Seguretat, transferint tota la documentació relativa sobre aquest assumpte a l'Assemblea General de les Nacions Unides.